# Calaphis betulaecolens
Calaphis betulaecolens är en insektsart som först beskrevs av Fitch 1851.  Calaphis betulaecolens ingår i släktet Calaphis och familjen långrörsbladlöss. Inga underarter finns listade i Catalogue of Life.